# Вінарос
Вінарос (валенс. Vinaròs (офіційна назва), ісп. Vinaroz) — муніципалітет в Іспанії, у складі автономної спільноти Валенсія, у провінції Кастельйон. Населення — 28 291 особа (2010).

## Географія
Муніципалітет розташований на відстані близько 350 км на схід від Мадрида, 70 км на північний схід від міста Кастельйон-де-ла-Плана.

## Демографія
Динаміка населення (INE ):